# 野田文隆
野田 文隆（のだ ふみたか、1948年2月8日 -2019年1月3日 ）は、日本の医学者、精神科医。専門は多文化間精神医学。宮崎県生まれ、鎌倉出身。大正大学名誉教授。前めじろそらクリニック院長。

## 経歴
- 1972年3月 - 東京大学文学部英米文学科卒業。その後、広告コピーライターとして活躍
- 1984年3月 - 千葉大学医学部卒業
- 1984年5月 - 国立国府台病院精神科（ - 1985年9月）
- 1985年11月 - British Columbia大学（カナダ）精神科臨床研究員（ - 1989年7月）
- 1989年11月 - 精神医学研究所付属東京武蔵野病院精神科社会療法部長（ - 1999年3月）
- 1999年4月-2010年3月 大正大学人間学部アーバン福祉学科教授
- 2010年4月ー大正大学人間学部人間環境学科教授
- 2014年3月　大正大学大学退任
- 2014年4月　めじろそらクリニック院長
- 2002年-2008年　British Columbia大学医学部精神科Adjunct Professor
- 2005年9月 - 高知大学　医学博士　論文は「Community discharge of patients with schizophrenia : a Japanese experience(統合失調症患者の地域への退院 : 日本での経験)」[1]。
- 2014年4月　大正大学名誉教授
- 2019年1月3日 すい臓がんの為逝去

## 兼務
- 東京障害者職業センター 医学助言者
- 外務省領事局研修担当医
- 法務省入国管理局精神科顧問医

## 研究内容
1985年カナダ・ブリティッシュ・コロンビア大学に留学中より日本人、日系人のメンタルヘルスケアに携わり、2014年まで、3ヶ月に1回ずつバンクーバー総合病院内で「多文化外来」を行っていた。また、文化間精神医学の視点から、在外邦人のメンタルヘルスに関する臨床研究を続けている。また、2003年より、在日外国人へのメンタルヘルスサービスの構築を目指し、日本在住の少数派民族が、家族内にメンタルヘルスの問題が起こった場合どのような対処行動をとるのか調査を行ってきた。2010年度より三年計画で科研基盤研究B「日本に在住する難民の生活実態調査とその福祉的支援の構築に向けた研究」に取り組んだ。大正大学退任後はめじろそらクリニックを開業、多くの外国人の精神科診療に携わった。

## 所属学会
- 多文化間精神医学会理事長
- World Psychiatric Association, Transcultural Psychiatry Section 元副会長
- World Association of Cultural Psychiatry 元理事
- Pacific Rim College of Psychiatrists(環太平洋精神科医会議)元理事長
- 日本精神神経学会会員、アメリカ精神医学会会員、

## 著書
- 『汗をかきかきレジデント』（星和書店、1991年）
- 『往診はサファリの風にのって』（ルイーズ.ジリックアール著）（訳著）（星和書店、1994年）
- 『異文化接触の心理学』（共著）（川島書店、1995年）
- 『誰にでもできる精神科リハビリテーション』（編著）（星和書店、1995年）
- 『精神医学レビュー　精神分裂病のリハビリテーション』(共著）（ライフサイエンス、1996年）
- 『心的トラウマの理解とケア』（共著）（じほう、2001年）
- 『学生のための精神医学』（共著）（医歯薬出版、2002年）
- 『精神科リハビリテーション・ケースブック：Back to the community』（医学書院、2003年）
- 『領事担当官ハンドブックー在外邦人のためのメンタルヘルスケア』（外務省、2003年）
- 『大規模緊急事態におけるメンタルヘルス・ケア・ハンドブック』(外務省、2004年）
- 『間違いだらけのメンタルヘルス』（大正大学まんだらライブラリー、2004年、2012年改訂）
- 『こんな精神科医に会いたかった-魂の手紙治療-』（マルク・デ・デヘルト他著）(訳著)（創英社/三省堂、2006年）
- 『人間っていいな：社会福祉原論I』(共著)（大正大学出版会、2007年）
- 『社会福祉原論Ⅱ』(共著)（大正大学出版会、2009年）
- 『マイノリティの精神医学』（大正大学出版会、2009年）
- 専門医をめさす人の精神医学（第3版）（共著）　（医学書院　2011年）
- 大震災の中―私たちはなにをするべきか（共著）（岩波書店　2011年）
- 多文化共生論（共著）（明石書店　2012年）